# 791 Ani
791 Ani è un asteroide della fascia principale del diametro medio di circa 103,52 km. Scoperto nel 1914, presenta un'orbita caratterizzata da un semiasse maggiore pari a 3,1161310 UA e da un'eccentricità di 0,1995707, inclinata di 16,38348° rispetto all'eclittica.
Il suo nome fa riferimento alla città medievale di Ani, in Armenia.